# Euroliga 2001-02
La temporada 2001-02 de la Euroleague (la máxima competición de clubes de baloncesto de Europa) se disputó del 10 de octubre de 2001 al 5 de mayo de 2002 y la organizó en exclusiva por primera vez la Unión de Ligas Europeas de Baloncesto (ULEB) tras la renuncia de la FIBA a organizar la principal competición europea de clubes.
Esta fue la 2.ª edición de la competición en la era moderna de la Euroleague. Incluyendo la competición previa de la Copa de Europa de la FIBA, fue la 45.ª edición de la máxima competición del baloncesto masculino de clubes europeos. La Final Four se celebró en el PalaMalaguti de Bolonia, en mayo de 2002.

## Equipos
| Campeón | Subcampeón | Semifinales | Top 16 | Fase de grupos |

| País                | Equipos | Equipos              | Equipos           | Equipos |
| ------------------- | ------- | -------------------- | ----------------- | ------- |
| España              | 4       | FC Barcelona         | Real Madrid       |         |
| España              | 4       | TAU Cerámica         | Unicaja           |         |
| Grecia              | 4       | AEK Athens           | Olympiacos        |         |
| Grecia              | 4       | Panathinaikos        | Peristeri         |         |
| Italia              | 4       | Benetton Basket      | Kinder Bologna    |         |
| Italia              | 4       | Scavolini Pesaro     | Skipper Bologna   |         |
| Alemania            | 2       | Alba Berlin          | Opel Skyliners    |         |
| Bélgica             | 2       | Spirou Basket        | Telindus Oostende |         |
| Croacia             | 2       | Cibona VIP           | KK Zadar          |         |
| Eslovenia           | 2       | KRKA Novo Mesto      | Union Olimpija    |         |
| Francia             | 2       | Asvel Basket         | Pau-Orthez        |         |
| R. F. de Yugoslavia | 2       | KK Buducnost         | Partizan          |         |
| Rusia               | 2       | CSKA Moscú           | Ural Great        |         |
| Turquía             | 2       | Efes Pilsen          | Ulker             |         |
| Israel              | 1       | Maccabi Elite        |                   |         |
| Lituania            | 1       | Zalgiris             |                   |         |
| Polonia             | 1       | Idea Slask           |                   |         |
| Reino Unido         | 1       | Kinder London Towers |                   |         |

## Fase de grupos
La fase de grupos se jugó entre el 10 de octubre de 2001 y el 14 de febrero de 2002.
Si los equipos están empatados en victoria y derrotas al final de la fase de grupos, el desempate se aplican en el siguiente orden:
1. Victorias y derrotas entre los equipos implicados.
2. Diferencia de puntos entre los equipos implicados.
3. Diferencia de puntos durante la fase de grupos.
4. Puntos conseguidos durante la fase de grupos.
5. Suma de los cocientes de los puntos a favor y puntos en contra en cada partido de la fase de grupos.

| Clasificados para el Top 16 | Eliminados |

|    | Equipo          | PJ | PG | PP | PF   | PC   | +/-  |
| -- | --------------- | -- | -- | -- | ---- | ---- | ---- |
| 1. | Benetton Basket | 14 | 11 | 3  | 1206 | 1142 | +64  |
| 2. | Maccabi Elite   | 14 | 10 | 4  | 1101 | 1023 | +78  |
| 3. | Olympiacos      | 14 | 10 | 4  | 1205 | 1098 | +107 |
| 4. | Efes Pilsen     | 14 | 9  | 5  | 1059 | 1032 | +27  |
| 5. | Unicaja         | 14 | 6  | 8  | 1054 | 1052 | +2   |
| 6. | Idea Slask      | 14 | 4  | 10 | 1001 | 1061 | -60  |
| 7. | Alba Berlin     | 14 | 3  | 11 | 1065 | 1153 | -88  |
| 8. | Spirou Basket   | 14 | 3  | 11 | 1051 | 1181 | -130 |

|    | Equipo               | PJ | PG | PP | PF   | PC   | +/-  |
| -- | -------------------- | -- | -- | -- | ---- | ---- | ---- |
| 1. | Kinder Bologna       | 14 | 12 | 2  | 1163 | 963  | +200 |
| 2. | FC Barcelona         | 14 | 10 | 4  | 1211 | 1050 | +161 |
| 3. | Ulker                | 14 | 9  | 5  | 1104 | 1051 | +53  |
| 4. | Union Olimpija       | 14 | 9  | 5  | 1085 | 971  | +114 |
| 5. | Opel Skyliners       | 14 | 8  | 6  | 1037 | 1060 | -23  |
| 6. | Zalgiris             | 14 | 5  | 9  | 1054 | 1097 | -43  |
| 7. | Peristeri            | 14 | 3  | 11 | 1052 | 1158 | -106 |
| 8. | Kinder London Towers | 14 | 0  | 14 | 910  | 1266 | -356 |

|    | Equipo          | PJ | PG | PP | PF   | PC   | +/-  |
| -- | --------------- | -- | -- | -- | ---- | ---- | ---- |
| 1. | Panathinaikos   | 14 | 12 | 2  | 1176 | 1073 | +103 |
| 2. | Real Madrid     | 14 | 9  | 5  | 1211 | 1123 | +88  |
| 3. | Skipper Bologna | 14 | 8  | 6  | 1193 | 1151 | +42  |
| 4. | CSKA Moscú      | 14 | 8  | 6  | 1221 | 1189 | +32  |
| 5. | KRKA Novo Mesto | 14 | 7  | 7  | 1245 | 1222 | +23  |
| 6. | Pau-Orthez      | 14 | 7  | 7  | 1126 | 1114 | +12  |
| 7. | KK Buducnost    | 14 | 3  | 11 | 1108 | 1257 | -149 |
| 8. | KK Zadar        | 14 | 2  | 12 | 1156 | 1307 | -151 |

|    | Equipo            | PJ | PG | PP | PF   | PC   | +/-  |
| -- | ----------------- | -- | -- | -- | ---- | ---- | ---- |
| 1. | TAU Cerámica      | 14 | 9  | 5  | 1219 | 1057 | +162 |
| 2. | AEK Athens        | 14 | 9  | 5  | 1152 | 1102 | +50  |
| 3. | Ural Great        | 14 | 8  | 6  | 1266 | 1260 | +6   |
| 4. | Scavolini Pesaro  | 14 | 8  | 6  | 1124 | 1137 | -13  |
| 5. | Asvel Basket      | 14 | 8  | 6  | 1147 | 1135 | +12  |
| 6. | Partizan          | 14 | 6  | 8  | 1138 | 1191 | -53  |
| 7. | Cibona VIP        | 14 | 5  | 9  | 1110 | 1165 | -55  |
| 8. | Telindus Oostende | 14 | 3  | 11 | 1138 | 1247 | -109 |

## Top 16
El Top 16 empezó el 27 de febrero y terminó el 18 de abril de 2002.
Si los equipos están empatados en victoria y derrotas al final de la fase de grupos, el desempate se aplican en el siguiente orden:
1. Victorias y derrotas entre los equipos implicados.
2. Diferencia de puntos entre los equipos implicados.
3. Diferencia de puntos durante el Top 16.
4. Puntos conseguidos durante el Top 16.
5. Suma de los cocientes de los puntos a favor y puntos en contra en cada partido del Top 16.

| Clasificados para la Final Four | Eliminados |

|    | Equipo           | PJ | PG | PP | PF  | PC  | +/- |
| -- | ---------------- | -- | -- | -- | --- | --- | --- |
| 1. | Benetton Basket  | 6  | 4  | 2  | 538 | 481 | +57 |
| 2. | FC Barcelona     | 6  | 4  | 2  | 499 | 483 | +16 |
| 3. | Skipper Bologna  | 6  | 2  | 4  | 482 | 509 | -27 |
| 4. | Scavolini Pesaro | 6  | 2  | 4  | 487 | 533 | -46 |

|    | Equipo         | PJ | PG | PP | PF  | PC  | +/- |
| -- | -------------- | -- | -- | -- | --- | --- | --- |
| 1. | Kinder Bologna | 6  | 4  | 2  | 460 | 432 | +28 |
| 2. | Efes Pilsen    | 6  | 3  | 3  | 506 | 481 | +25 |
| 3. | Real Madrid    | 6  | 3  | 3  | 500 | 528 | -28 |
| 4. | Ural Great     | 6  | 2  | 4  | 516 | 541 | -25 |

|    | Equipo         | PJ | PG | PP | PF  | PC  | +/- |
| -- | -------------- | -- | -- | -- | --- | --- | --- |
| 1. | Panathinaikos  | 6  | 5  | 1  | 496 | 467 | +29 |
| 2. | Olympiacos     | 6  | 4  | 2  | 480 | 452 | +28 |
| 3. | AEK Athens     | 6  | 2  | 4  | 474 | 475 | -1  |
| 4. | Union Olimpija | 6  | 1  | 5  | 450 | 506 | -56 |

|    | Equipo        | PJ | PG | PP | PF  | PC  | +/- |
| -- | ------------- | -- | -- | -- | --- | --- | --- |
| 1. | Maccabi Elite | 6  | 4  | 2  | 410 | 370 | +40 |
| 2. | TAU Cerámica  | 6  | 4  | 2  | 496 | 472 | +24 |
| 3. | CSKA Moscú    | 6  | 3  | 3  | 486 | 485 | +1  |
| 4. | Ulker         | 6  | 1  | 5  | 395 | 460 | -65 |

## Final Four
La Final Four empezó el 3 de mayo y terminó el 5 de mayo de 2002. La etapa culminante de la temporada, los cuatro equipos restantes del Top 16 se enfrentan en dos semifinales y los dos ganadores de cada semifinal disputan la final por el título.
|  | Semifinales | Semifinales     | Semifinales   |               |                | Final          | Final | Final |  |
|  |             |                 |               |               |                |                |       |       |  |
|  |             |                 |               |               |                |                |       |       |  |
|  | 1           | Benetton Basket | 82            |               |                |                |       |       |  |
|  | 1           | Benetton Basket | 82            |               |                |                |       |       |  |
|  | 4           | Kinder Bologna  | 90            |               |                |                |       |       |  |
|  | 4           | Kinder Bologna  | 90            |               | Kinder Bologna | Kinder Bologna | 83    |       |  |
|  |             |                 |               |               | Kinder Bologna | Kinder Bologna | 83    |       |  |
|  |             |                 | Panathinaikos | Panathinaikos | 89             |                |       |       |  |
|  | 3           | Panathinaikos   | Panathinaikos | Panathinaikos | 89             | 83             |       |       |  |
|  | 3           | Panathinaikos   |               |               |                | 83             |       |       |  |
|  | 2           | Maccabi Elite   | 75            |               |                |                |       |       |  |
|  | 2           | Maccabi Elite   | 75            |               |                |                |       |       |  |
|  |             |                 |               |               |                |                |       |       |  |

### Semifinales
| 3 de mayo de 2002 18:00 (CET) | Panathinaikos                                   | 83–75                | Maccabi Elite                                  | Bolonia |  |
|                               | Parciales: 27-23, 17-21, 18-13, 21-18           |                      |                                                | |  |
|                               | Estadísticas Bodiroga 26 Bodiroga 9 Kalaitzis 5 | Reporte Pts Reb Asts | Estadísticas 18 Burstein 10 Huffman 5 Burstein | Pabellón: PalaMalaguti Asistencia: 8.278 espectadores Árbitros: Romualdas Brazauskas Juan Carlos Arteaga Luigi Lamonica |  |

| 3 de mayo de 2002 20:30 (CET) | Benetton Basket                                   | 82–90                | Kinder Bologna                                     | Bolonia |  |
|                               | Parciales: 26-23, 15-16, 22-24, 19-27             |                      |                                                    | |  |
|                               | Estadísticas Bell, Edney 19 Marconato 8 Nachbar 2 | Reporte Pts Reb Asts | Estadísticas 18 Jarić 8 Ginóbili 3 Ginóbili, Jarić | Pabellón: PalaMalaguti Asistencia: 8.278 espectadores Árbitros: Miguel Betancor Stavros Tsanidis Antonio Coelho |  |

### Final
| 5 de mayo de 2002 20:30 (CET) | Kinder Bologna                           | 83–89                | Panathinaikos                                 | Bolonia |  |
|                               | Parciales: 23-23, 25-17, 13-24, 22-25    |                      |                                               | |  |
|                               | Estadísticas Ginóbili 27 Jarić 7 Jarić 5 | Reporte Pts Reb Asts | Estadísticas 22 Kutluay 7 Bodiroga 4 Bodiroga | Pabellón: PalaMalaguti Asistencia: 8.278 espectadores Árbitros: Miguel Betancor Juan Carlos Arteaga Romualdas Brazauskas |  |

| Campeones de la Euroleague 2001-02 |
| ---------------------------------- |
| Panathinaikos Tercer título        |

## Estadísticas individuales

### Valoración
| Pos. | Jugador        | Equipo           | Partidos | Valoración | VPP   |
| ---- | -------------- | ---------------- | -------- | ---------- | ----- |
| 1.   | Mirsad Türkcan | CSKA Moscú       | 17       | 439        | 25,82 |
| 2.   | Joseph Blair   | Scavolini Pesaro | 14       | 352        | 25,14 |
| 3.   | Mate Skelin    | KRKA Novo Mesto  | 14       | 351        | 25,07 |
| 4.   | Alphonso Ford  | Olympiacos       | 20       | 469        | 23,45 |
| 5.   | Dejan Bodiroga | Panathinaikos    | 22       | 509        | 23,14 |

### Puntos
| Pos. | Jugador          | Equipo          | Partidos | Puntos | PPP   |
| ---- | ---------------- | --------------- | -------- | ------ | ----- |
| 1.   | Alphonso Ford    | Olympiacos      | 20       | 495    | 24,75 |
| 2.   | Gordan Giriček   | CSKA Moscú      | 18       | 413    | 22,94 |
| 3.   | Jaka Lakovič     | KRKA Novo Mesto | 14       | 293    | 20,93 |
| 4.   | Dejan Bodiroga   | Panathinaikos   | 22       | 441    | 20,05 |
| 5.   | Vlado Šćepanović | Partizan        | 14       | 276    | 19,71 |

### Rebotes
| Pos. | Jugador               | Equipo           | Partidos | Rebotes | RPP   |
| ---- | --------------------- | ---------------- | -------- | ------- | ----- |
| 1.   | Mirsad Türkcan        | CSKA Moscú       | 17       | 217     | 12,76 |
| 2.   | Joseph Blair          | Scavolini Pesaro | 14       | 167     | 11,93 |
| 3.   | Mate Skelin           | KRKA Novo Mesto  | 14       | 137     | 9,79  |
| 4.   | Quadre-Michael Lollis | Ulker            | 18       | 153     | 8,50  |
| 5.   | Michalis Kakiouzis    | AEK Athens       | 20       | 165     | 8,25  |

### Asistencias
| Pos. | Jugador              | Equipo          | Partidos | Asistencias | APP  |
| ---- | -------------------- | --------------- | -------- | ----------- | ---- |
| 1.   | Elmer Bennett        | TAU Cerámica    | 15       | 79          | 5,27 |
| 2.   | Michael Hawkins      | Idea Slask      | 14       | 70          | 5,00 |
| 3.   | John Celestand       | Skipper Bologna | 13       | 62          | 4,77 |
| 3.   | John Celestand       | Asvel Basket    | 13       | 62          | 4,77 |
| 4.   | Derrick Phelps       | Alba Berlin     | 13       | 53          | 4,08 |
| 5.   | Theodoros Papaloukas | Olympiacos      | 19       | 76          | 4,00 |

## Galardones

### MVP de la Temporada
|                | Pos. | Jugador        | Equipo        |
| -------------- | ---- | -------------- | ------------- |
| Fase de grupos | AP   | Mirsad Türkcan | CSKA Moscú    |
| Top 16         | E    | Dejan Bodiroga | Panathinaikos |

### MVP de la Final Four
| Pos. | Jugador        | Equipo        |
| ---- | -------------- | ------------- |
| E    | Dejan Bodiroga | Panathinaikos |

### Quinteto ideal de la temporada
| Pos. | Primer Quinteto Ideal | Primer Quinteto Ideal | Segundo Quinteto Ideal | Segundo Quinteto Ideal |
| Pos. | Jugador               | Equipo                | Jugador                | Equipo                 |
| ---- | --------------------- | --------------------- | ---------------------- | ---------------------- |
| B    | Tyus Edney            | Benetton Basket       | Arriel McDonald        | Maccabi Elite          |
| E    | Marko Jarić           | Kinder Bologna        | Alphonso Ford          | Olympiacos             |
| A    | Emanuel Ginóbili      | Kinder Bologna        | Mirsad Türkcan         | CSKA Moscú             |
| AP   | Dejan Bodiroga        | Panathinaikos         | Marcelo Nicola         | Benetton Basket        |
| P    | Dejan Tomašević       | TAU Cerámica          | Joseph Blair           | Scavolini Pesaro       |

### Jugador de la jornada
| Jornada        | Jugador                | Equipo              | Valoración     |
| Fase de grupos | Fase de grupos         | Fase de grupos      | Fase de grupos |
| -------------- | ---------------------- | ------------------- | -------------- |
| 1              | Asım Pars              | Ulker               | 39             |
| 2              | Jaka Lakovič           | KRKA Novo Mesto     | 55             |
| 3              | Gregor Fučka           | Skipper Bologna     | 37             |
| 4              | Gregor Fučka (2)       | Skipper Bologna (2) | 45             |
| 5              | Aleksandar Đorđević    | Real Madrid         | 36             |
| 5              | Mirsad Türkcan         | CSKA Moscú          | 36             |
| 6              | Valeri Daineko         | Ural Great          | 40             |
| 7              | Dimos Dikoudis         | AEK Athens          | 44             |
| 8              | Andrius Giedraitis     | Telindus Oostende   | 43             |
| 9              | Ruslan Avleev          | Ural Great (2)      | 47             |
| 10             | Mirsad Türkcan (2)     | CSKA Moscú (2)      | 43             |
| 11             | Nikola Prkačin         | Cibona VIP          | 41             |
| 12             | Ronald Ellis           | Spirou Basket       | 34             |
| 12             | Mirsad Türkcan (3)     | CSKA Moscú (3)      | 34             |
| 13             | Yann Bonato            | Asvel Basket        | 36             |
| 13             | Grigorij Khizhnyak     | Zalgiris            | 36             |
| 13             | Beno Udrih             | Union Olimpija      | 36             |
| 14             | Grigorij Khizhnyak (2) | Zalgiris (2)        | 36             |
| Top 16         |                        |                     |                |
| 1              | Ruslan Avleev          | Ural Great (3)      | 42             |
| 2              | Alphonso Ford          | Olympiacos          | 29             |
| 3              | Mehmet Okur            | Efes Pilsen         | 36             |
| 4              | Matjaž Smodiš          | Kinder Bologna      | 38             |
| 5              | Marcus Brown           | Efes Pilsen (2)     | 41             |
| 6              | Mirsad Türkcan (4)     | CSKA Moscú (4)      | 34             |

| Predecesor: Euroleague 2000-01 | Euroleague 2001-02 | Sucesor: Euroleague 2002-03 |